# Pancake Rocks
Les Pancake Rocks sont un karst de Nouvelle-Zélande qui forment un petit cap sur la côte occidentale de l'île du Sud.
La roche calcaire d'une portion du littoral appelée Dolomite Point est érodée par les vagues et la corrosion par l'eau qui leur font prendre des aspects ruiniformes et a permis l'apparition de geysers maritimes. L'aspect quasi unique de Pancake Rocks tient aussi à la stratification fine de la roche qui, par érosion différentielle, prend l'aspect d'un empilement de blocs rocheux fins et horizontaux, d'où leur nom par analogie avec les pancakes.

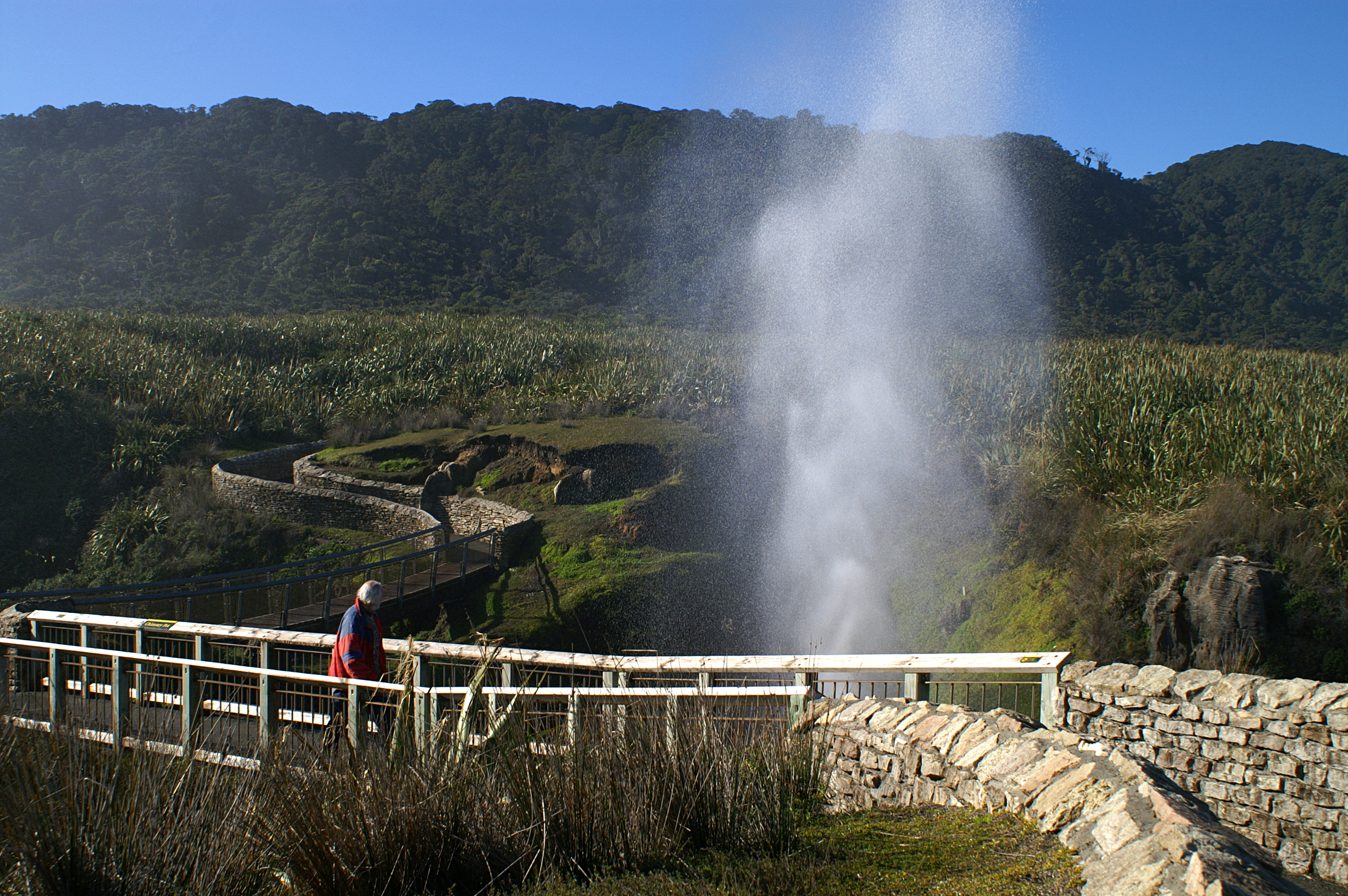
Geyser maritime à côté du chemin.
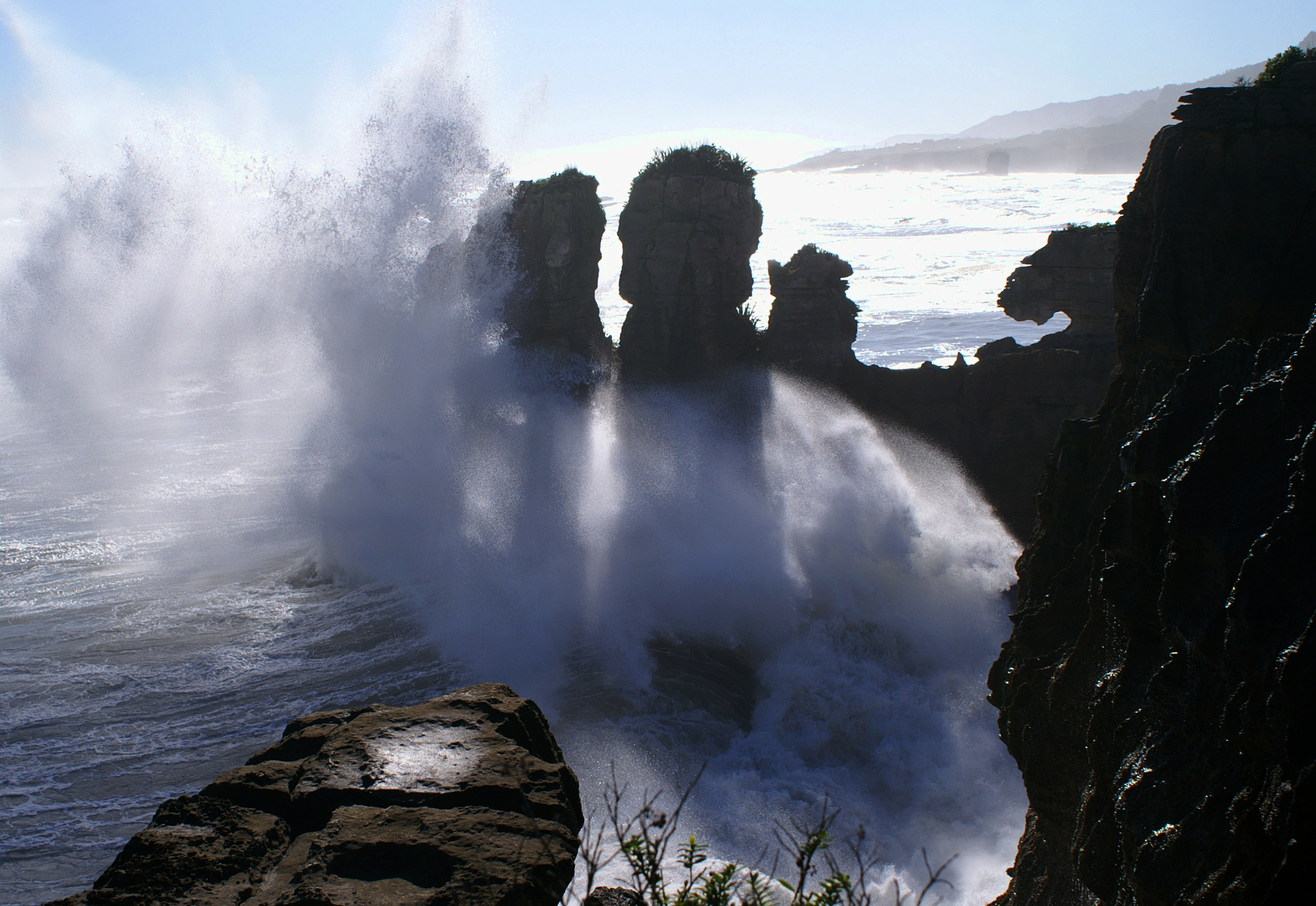
Vague déferlant sur la côte.
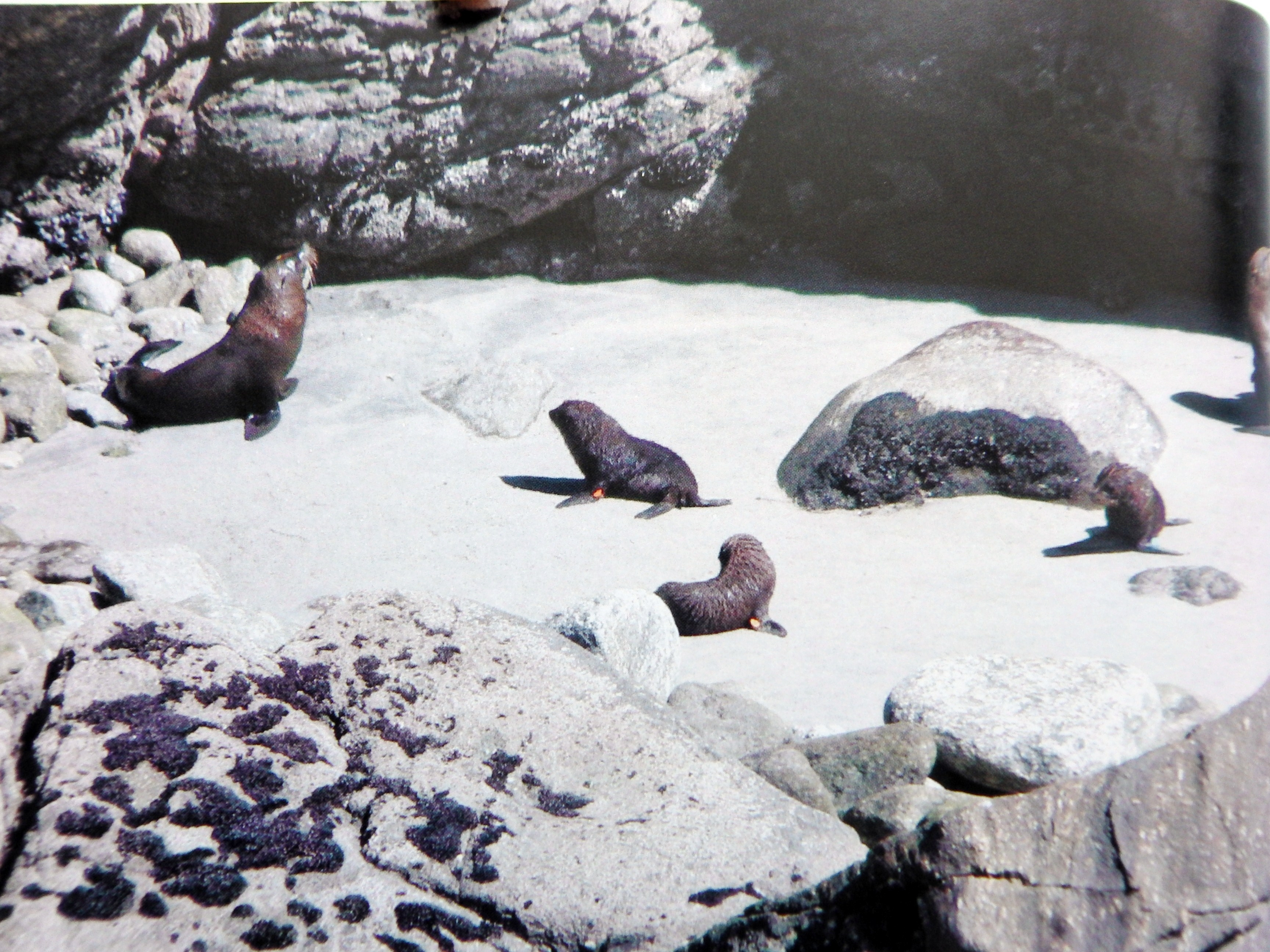
Otaries à fourrure de Nouvelle-Zélande  à Pancake Rocks.
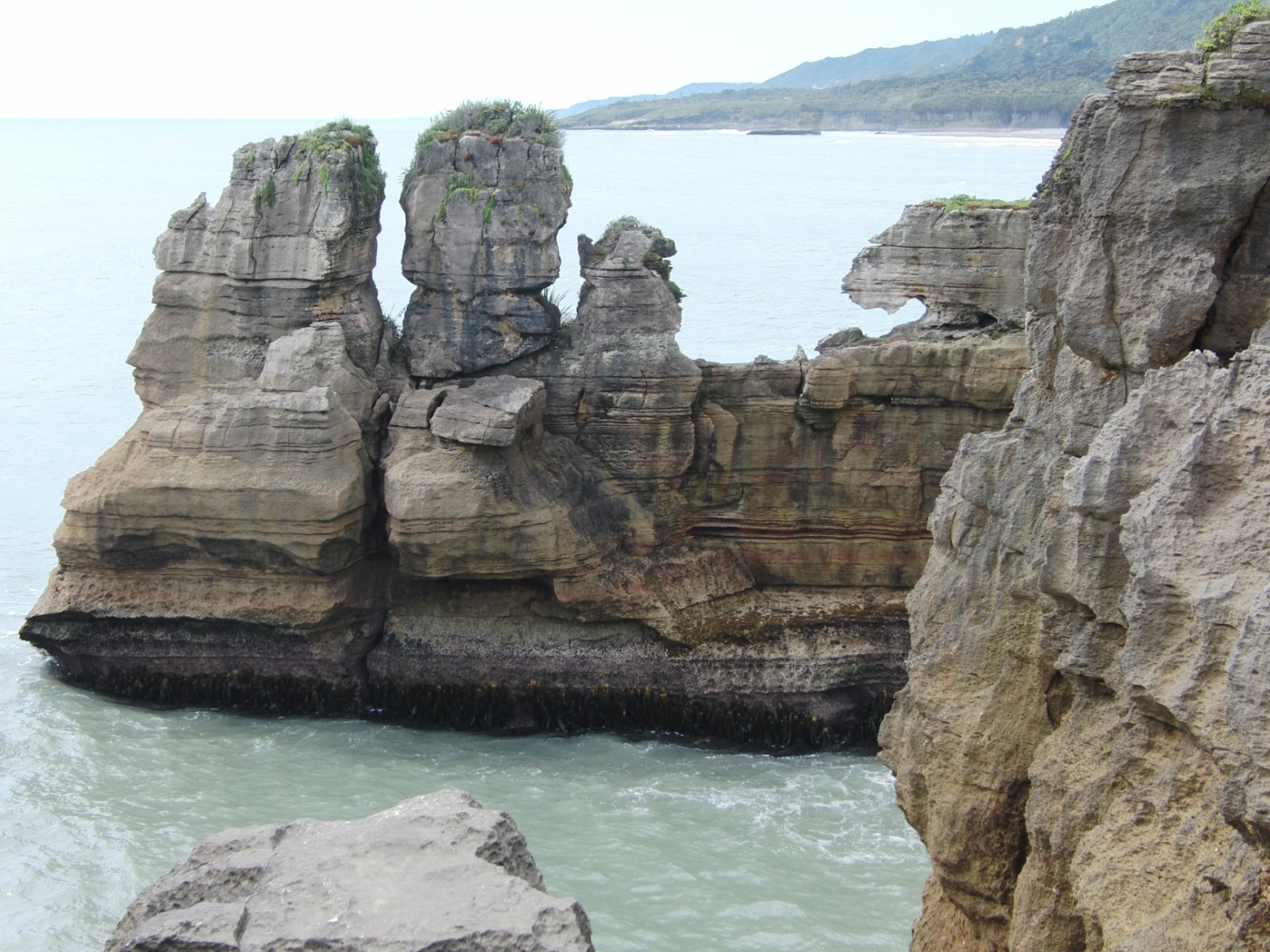
Pancake Rocks.
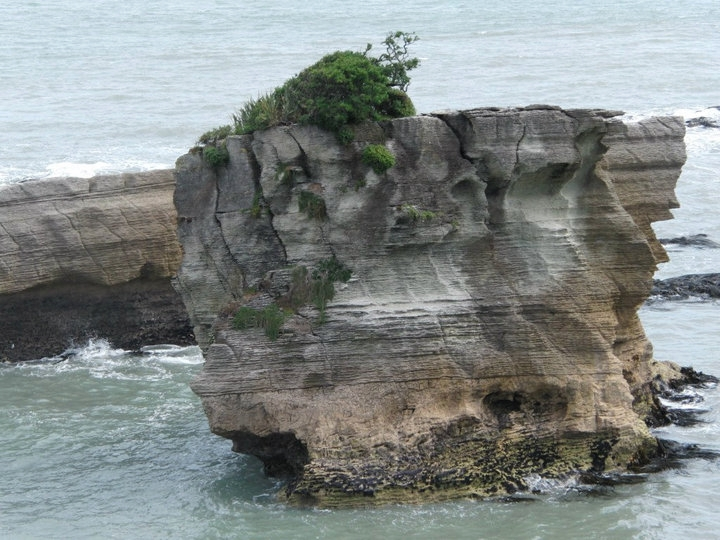
Pancake Rocks.
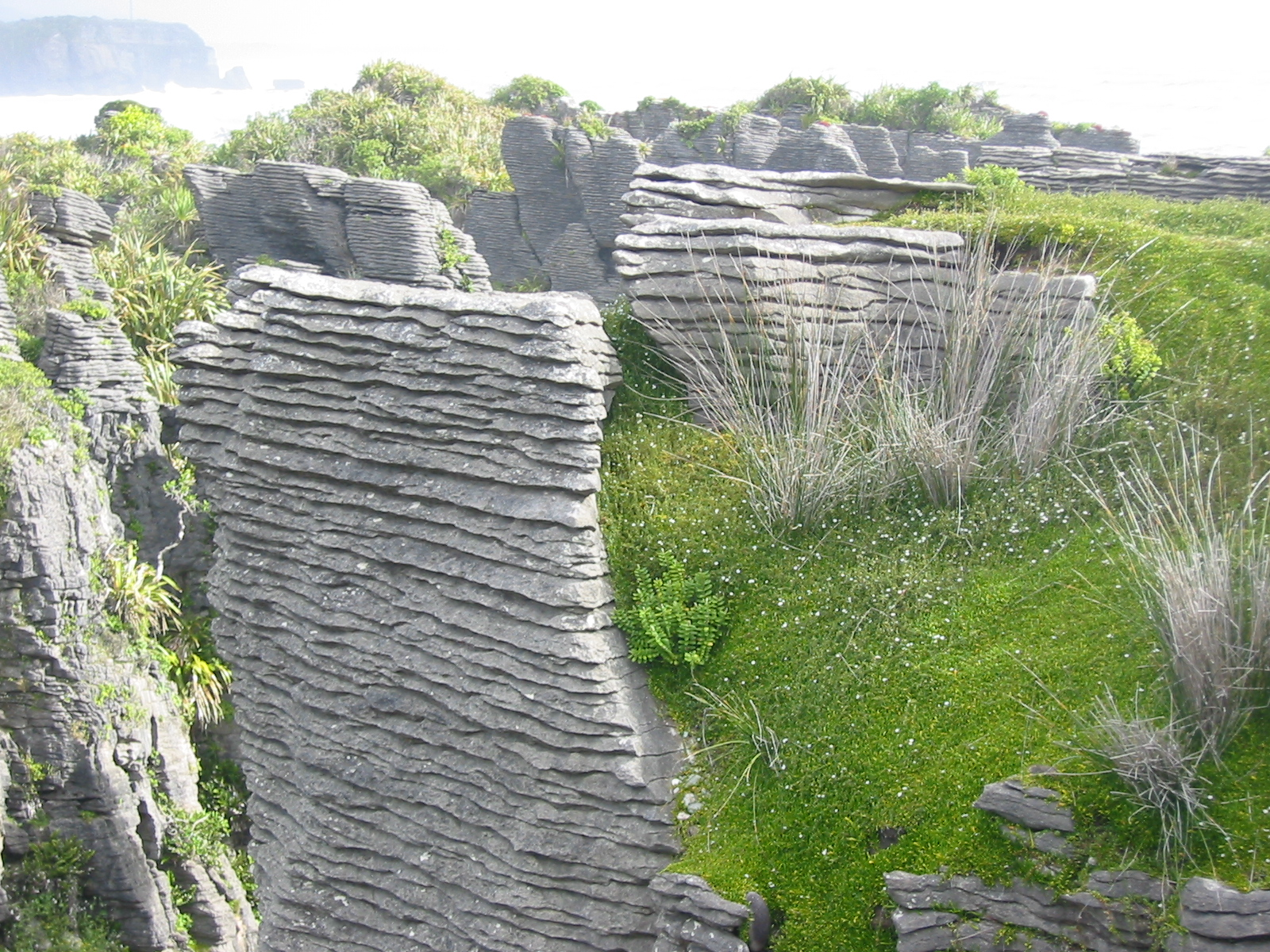
Vue rapprochée des Pancake Rocks permettant de voir la stratification mise en évidence par l'érosion.